# Röckingen
Röckingen (frank. Regging) – miejscowość i gmina w Niemczech, w kraju związkowym Bawaria, w rejencji Środkowa Frankonia, w regionie Westmittelfranken, w powiecie Ansbach, wchodzi w skład wspólnoty administracyjnej Hesselberg. Leży około 27 km na południe od Ansbachu.

## Dzielnice
W skład gminy wchodzą następujące dzielnice: 
- Gugelmühle
- Opfenried
- Röckingen
- Röthof
- Schmalzmühle